# 南希·托姆斯
南希·J·托姆斯（英語：Nancy J. Tomes，1952年10月12日—）是一位美国历史学家，石溪大学教授，主要作品有《重塑美国病人：麦迪逊大街和现代医学如何将患者转化为消费者》（Remaking the American Patient: How Madison Avenue and Modern Medicine Turned Patients into Consumers，获2017年班克洛夫特獎）等。